# Yvon Bouchard
Yvon Bouchard (Petite-Rivière-Saint-François, 19 aprile 1936) è un attore cinematografico e televisivo canadese.

## Biografia
Yvon Bouchard è noto per la partecipazione ad alcune serie televisive. Il ruolo che lo ha fatto conoscere al pubblico è quello di Grognard nella serie tv Arsenio Lupin, nella quale interpretava il fedele aiutante del ladro gentiluomo.

## Serie TV
- La côte de sable (1960)
- Le paradis terrestre (1968)
- Le major Plum Pouding (1969)
- Le evasioni celebri, episodio La doppia vita del Signor de la Pivardière, regia di Jean-Pierre Decourt (1972)
- Arsenio Lupin (1971-1974) Episodi 26
- Y'a pas de problème (1975–1977)
- Le grenier (1976–1979)
- Duplessis (1977) Mini Serie Tv
- Bye-Bye (1978-1979) Episodi 2
- L'amour avec un grand A (1992) Episodi 1
- Les grands procès (1993-1994) Episodi 2

## Filmografia
- Les aventures d'une jeune veuve (1974)